# Charles Vaast

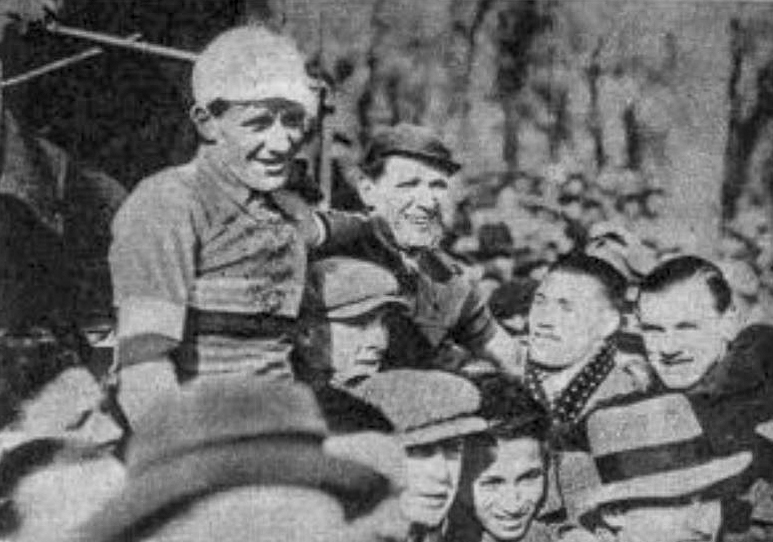
Charles Vaast (hintere Person, oben Mitte), neben ihm steht Josy Mersch (11. Critérium international de cyclo-cross pédestre am 3. Februar 1935 in Suresnes bei Paris)

Charles Vaast (* 20. Mai 1907 in Avion; † 18. Juli 1989 in Évecquemont) war ein französischer Radrennfahrer und nationaler Meister im Radsport.

## Sportliche Laufbahn
Vaast war Spezialist für Querfeldeinrennen (heutige Bezeichnung Cyclocross). 1934 gewann die nationale Meisterschaft im Querfeldeinrennen vor Léon Maillard. Das Vorläuferrennen der Weltmeisterschaften, das Critérium international de cyclo-cross gewann er 1939. In diesem Wettbewerb wurde er 1935 Zweiter hinter Josy Mersch aus Luxemburg, 1936 Dritter und 1937 Vierter. 1939 war er Vize-Meister im Querfeldeinrennen hinter Robert Laforgue geworden. Während seiner Laufbahn war er von 1932 bis 1939 Unabhängiger.